# Badnerlied
Badnerlied («Песня жителей Бадена») — неофициальный гимн бывшей земли Баден, ныне являющейся частью земли Баден-Вюртемберг.

## История
Песня была адаптирована примерно в 1865 году из аналогичного гимна, восхваляющего Саксонию, который с тех пор канул в безвестность. Две точки отсчета – это Festung в Раштате и индустриализация Мангейма. Стих, начинающийся с «Alt- Heidelberg, Du feine», происходит из поэмы «Зекингенский трубач», написанной около 1852 года Йозефом Виктором фон Шеффелем, который также был жителем Бадена. Самая ранняя печатная версия Badnerlied появилась в 1906 году в Marschlieder des 5. badischen Infanterieregiments Nr. 113 («Походные песни 5-го Баденского пехотного полка»).В 1920-е годы ходили разговоры о том, чтобы сделать эту песню официальным гимном Бадена, но из этого ничего не вышло. Популярность песни возродилась в 1950-х годах после того, как Баден был присоединен к земле Баден-Вюртемберг, которая до сих пор остается непопулярна среди некоторых жителей; с тех пор он остается самым популярным региональным гимном на юго-западе Германии. В Badnerlied играют на домашних играх регионального футбола, таких как SC Freiburg, Karlsruher SC или 1899 Hoffenheim, но также и в других контекстах. Первые четыре стиха наиболее известны; пятая (Der Bauer und der Edelmann...) не так известна. Порядок стихов также может быть изменен, особенно если поменять местами второй и четвертый куплеты. Существуют и другие небольшие вариации; во многих местах steht заменяется на ist, например, в Rastatt ist die Festung становится In Rastatt steht die Festung. Было написано много дополнительных стихов. Особенно популярны те, которые касаются конкретных регионов или городов, а также те, которые пренебрежительно относятся к Швабии. Rothaus, государственная пивоварня Бадена, имеет собственную модификацию, заменяющую In Rastatt ist die Festung на In Rothaus ist die Brauerei. Это особенно касается футбольных матчей ассоциации, спонсируемых пивоварней. Это не относится к SC Freiburg; Karlsruher SC отображает текст на видеоэкране, но звук отличается. В чертах, созданных радиостанцией SWR1, Badnerlied заняла 9-е место во всем штате Баден.Некоторые регионы получили более высокие баллы; Констанц (население 82 000 человек) поставил его на 3-е место; В Мосбахе он даже занял первое место, что привело к тому, что организация назвала жителей Мосбаха баденцами 2006 года. В начале 1930-х годов Эмиль Дёрле сочинил Marsch Hoch Badnerland, заключительное трио которого образует Badnerlied и которое сегодня является частью стандартного репертуара многих баденских духовых оркестров, но также исполняется профессиональными оркестрами. Этот марш — самое популярное произведение Дёрле, которое подвергалось критике, среди прочего, за плохое качество актерского состава и, прежде всего, за современную исполнительскую практику. Особенно между 1982 и 2002 годами, когда Рольф Бёме был мэром Фрайбурга, духовой оркестр Freiburger Verkehrs AG исполнял марш на официальных приемах и мероприятиях, и с тех пор публика поет, когда Трио не только во Фрайбурге с обычно менее известными стихами, предварительно бурно хлопнув в ладоши. Часть игры песни сопровождается публикой, стоящей с их руками на их сердцах.

## Текст
Das schönste Land in Deutschlands Gau’n,
das ist mein Badner Land.
Es ist so herrlich anzuschaun und ruht in Gottes Hand.
Refrain:
Drum grüß ich dich mein Badnerland,
du edle Perl’ im deutschen Land,
deutschen Land. frisch auf, frisch auf;
frisch auf, frisch auf; frisch auf,
frisch auf mein Badnerland.
Zu Haslach gräbt man Silbererz,
Bei Freiburg wächst der Wein, im
Schwarzwald schöne Mädchen,
ein Badner möcht’ ich sein.
Drum grüß ich dich … In Karlsruh’ ist die Residenz,
in Mannheim die Fabrik. In Rastatt ist die
Festung und das ist Badens Glück.
Drum grüß ich dich …
Alt-Heidelberg, du feine, du Stadt an
Ehren reich, am Neckar und am Rheine,
kein’ and’re kommt dir gleich.
Drum grüß ich dich …
Der Bauer und der Edelmann,
das stolze Militär die schau’n einander
freundlich an, und das ist Badens
Ehr. Drum grüß ich dich …

### Русский перевод
Самая красивая страна Германии Гау,
это моя Земля Баден.
Это так чудесно смотреть и покоится в Божьих руках.
Припев:
Итак, я приветствую вас, моя Земля Баден,
благородная жемчужина немецкой земли,
немецкая страна. свежий, свежий;
свежий, свежий; свежий,
свежий на моем Бадене.
В Хаслахе добывают серебряную руду,
Вино растет недалеко от Фрайбурга, в
черный лес красивые девушки,
Я хотел бы быть Баденом.
Итак, я приветствую вас...
В Карлсруэ находится резиденция,
завод в Мангейме. В Раштате находится
Крепость и в этом удача Бадена.
Я приветствую вас...
Старый Гейдельберг, ты в порядке, город
Богатый честью, на Неккаре и на Рейне,
нет другого такого, как ты.
Я приветствую вас...
Фермер и дворянин
гордые военные, они смотрят друг на друга
дружелюбный, и это Баден
честь Я приветствую вас...

## Примечание
1. ↑  Популярнее, чем «Вчера». В: Badisches Tagblatt. 22 мая 2012 г.
2. ↑  Биргит Ульбрихт: «Боже, благослови Саксонию». В: sz-online.de . 26 февраля 2013 г., заархивировано из оригинала 25 июня 2016 г.; получено 31 июля 2021 г.
3. ↑  Вальтрауд Линдер-Беруд: Ein neues Land – ein neues Lied? Badische Heimat 82 (2002), с. 96-109.
4. ↑  Лутц Рёрих : «... und das ist Badens Glück». Heimatlieder und Regionalhymnen im deutschen Südwesten. Auf dersuche nach Identität . Jahrbuch für Volksliedforschung, Jg. 35 (1990), с. 14-25.
5. 1 2  Eckhard John. Volkslied - Hymne - politisches Lied. — Waxmann Verlag, 2003. — 428 с. — ISBN 978-3-8309-6351-6.
6. 1 2  Badnerlied [Anthem of Baden][+English translation]. Дата обращения: 11 декабря 2022. Архивировано 11 декабря 2022 года.
7. ↑  Образец марша «Hoch Badnerland» в исполнении Musikverein Söllingen с аплодисментами и пением текста в трио; Проверено 19 октября 2015 г.
8. ↑  SWR1 BW, SWR1 BW: ТОП-20 в Баден-Вюртемберге.Проверено 29 октября 2022 г. .
9. ↑  «Сенсационная находка» в WGM. В: Badisches Tagblatt. 28 апреля 2012 г.
10. ↑  Обнаружена самая ранняя печатная версия Badnerlied. Военно-исторический музей Раштатт
11. 1 2  Песня Badner, аудиофайл на www.youtube.com; по состоянию на 3 декабря 2017 г.
12. ↑  Werner Huff: Waldshut-Tiengen: Шепот редакции: Чтобы образовалась земля Баден-Вюртемберг, нужно было провести три голосования — в Вальдсхуте предпочли остаться баденцами. 23 сентября 2020 г. , получено 25 февраля 2022 г.
13. 1 2  Эккард Джон: Народная песня — Гимн — Политическая песня. Популярные песни в Баден-Вюртемберге. Ваксманн-Верлаг 2003; там стр. 86; Проверено 18 октября 2015 г.

### Внешние ссылки
- Badnerlied (текст, ноты, MP3-файл)
- Участок с большим количеством Бющпеля для герметичных линий.
- S Badnerlied и другие домашние песни sidweschtdytschi
- Отчет о коллекционере стихов Badnerlièd Осси В. Пинке